# Švicarji
Švicarji so narod, ki živi v Švici. Zaradi zemljepisnih in zgodovinskih razlogov Švicarji  govorijo štiri uradne jezike: nemščino, francoščino, italijanščino in retoromanščino.

## Znani Švicarji
- Leonhard Euler
- Felix Blocher
- Johann Jakob Balmer
- Walter Ritz
- Jakob Steiner
- Daniel Bernoulli
- Jakob Bernoulli I.
- Johann Bernoulli I.
- John Knittel
- Paul Guldin
- Vladimir Prelog
- Fritz Zwicky
- Joost Bürgi
- Paul Isaac Bernays
- Henri Dunant
- Robert Julius Trumpler
- Roger Federer